# 長崎大学教育学部附属中学校
長崎大学教育学部附属中学校（ながさきだいがくきょういくがくぶふぞくちゅうがっこう,英語訳: Faculty of Education, Nagasaki University）は、長崎県長崎市文教町にある長崎大学教育学部附属の中学校。略称は「附属中」、「附中」、「長大附属」、「附属」。
長崎大学教育学部附属小学校と長崎大学教育学部附属幼稚園の併設校である。

## 概要
歴史
1947年（昭和22年）の学制改革により大村市に開校した「長崎師範学校男子部附属中学校」と「長崎師範学校女子部附属中学校」を前身とする。移転・統合と数回の改称を経て、1966年（昭和41年）に現校名となった。2012年（平成24年）に創立65周年を迎える。
校訓
「光と力と望みと」
校章
「附中」の文字（縦書き）附中丸と呼ばれる船
校歌
1958年（昭和33年）11月30日に制定。作詞は長崎大学教育学部附属中学校国語科、作曲は山口健作による。3番まであり、各番の歌詞に「附属」が登場する。
また校訓である「光と力と望みと」が1番に光・2番に力・3番に望みがそれぞれ登場する。
附中讃歌
作詞は永嶋寛延、作曲は中村晋一による。3番まであり、各番の歌詞に「附属中」が登場する。4つのパート（ソプラノ・アルト・テノール・バス）に分かれて合唱する。
特色
BESTや自己探求（表現探究・教科探究・学問探究・社会探究）を全学年取り組んでいる。BESTとは、授業の5分間を使い、簡単な問題や音読を行い、脳を活性化させ、授業にスムーズに入れるようにする、独自の取り組みである。東北大学の川島隆太教授が開発したものである。2008年度（平成20年度）までは、授業開始前5分間にほぼ必ず行っていたが、2009年（平成21年）より授業時間を5分間のばし、その中で教師の判断で行うようになった。

## 沿革
- 1947年（昭和22年）4月28日 - 学制改革（六・三制の実施）により、新制中学校が誕生。
  - 大村市[2]乾馬場に「長崎師範学校男子部附属中学校」[3]、大村市下久原に「長崎師範学校女子部附属中学校」[4]が開校。
- 1949年（昭和24年）
  - 5月31日 - 新制長崎大学が発足し、長崎師範学校が包括され、長崎大学長崎師範学校となる。
  - 7月31日 - 男子部を「長崎大学長崎師範学校第一附属中学校」、女子部を「長崎大学長崎師範学校第二附属中学校」と改称。
- 1950年（昭和25年）4月1日 - 男子部を「長崎大学学芸学部第一附属中学校」、女子部を「長崎大学学芸学部第二附属中学校」と改称。
- 1951年（昭和26年）
  - 3月31日 - 長崎師範学校が廃止。
  - 4月1日 - 第二附属中学校を廃止し、第一附属中学校に統合の上、「長崎大学学芸学部附属中学校」と改称し、男女共学を開始。
- 1952年（昭和27年）6月10日 - 大村市下久原（旧・女子部附属小学校）に移転し、附属小学校と同居する。
- 1953年（昭和28年）
  - 3月 - 長崎大学学芸学部（現・教育学部）が大村市から長崎市（現・文教キャンパス）に移転。
  - 6月3日 - 大村市にあった附属中学校を廃止し、長崎市立西浦上中学校を代用附属中学校とする。
- 1954年（昭和29年）
  - 3月31日 - 長崎市立西浦上中学校の代用附属中学が終了。
  - 4月12日 - 学芸学部内に附属小学校と同居するかたちで「長崎大学学芸学部附属中学校」を開校。
- 1955年（昭和30年）
  - 2月16日 - 光と力と望みの歌が完成。
  - 4月8日 - 附属小学校とともに、長崎市立西浦上小学校跡（現在地）に移転。
- 1956年（昭和31年）
  - 1月14日 - 新校舎が完成。
  - 8月6日 - 第二光と力と望みの歌が完成。
- 1958年（昭和33年）11月30日 - 校歌を制定。
- 1963年（昭和38年）11月11日 - プールが完成。
- 1964年（昭和39年）
  - 1月4日 - 同窓会が発足。
  - 3月14日 - 光と力と望みの像を除幕。
  - 9月30日 - 技術科棟が完成。
- 1966年（昭和41年）4月1日 - 学部名変更に伴い、「長崎大学教育学部附属中学校」（現校名）と改称。
- 1967年（昭和42年）8月21日 - 校舎建設のために技術科棟を移設。
- 1968年（昭和43年）3月25日 - 校舎・体育館が完成。
- 1969年（昭和44年）1月16日 - 特殊学級（現・特別支援学級）を開設。校舎が栁谷町に完成し、附属小学校・中学校柳谷分校舎とする。
- 1971年（昭和46年）
  - 3月17日 - 中庭に溢水塔「青春の流れ」が完成。
  - 4月1日 - 柳谷分校舎が長崎大学教育学部附属養護学校として分離・独立。
- 1985年（昭和60年）6月5日 - 少年ブロンズ像を除幕。
- 1991年（平成3年）3月27日 -「光と力と望みと」校訓碑を除幕。
- 1997年（平成9年）11月2日 - 創立50周年記念式典を挙行。記念事業として「光と力と望みと」の時計塔を除幕。
- 2004年（平成16年）4月1日 - 国立大学法人化
- 2007年（平成19年）7月 - 創立60周年を迎える。校舎老朽化に伴い、改築、耐震工事完了。
- 2023年  (令和5年）2月末（予定）体育館老朽化に伴い、改修工事を行う。

## 部活動
運動部
- バスケットボール部
- バレーボール部（女子）
- バドミントン部
- ソフトテニス部
- 硬式テニス部
- 新体操部
- 卓球部
- 野球部
- サッカー部
- 陸上競技部
- 特設駅伝部

文化部
- コーラス部
- 吹奏楽部
- 美術部

同好会
- 空手道同好会
- 柔道同好会
- 剣道同好会
- 水泳同好会
- 体操同好会

## 著名な出身者
- 秋山真太郎 （俳優）
- 柴田亜美（漫画家）
- 杉田亮毅（日本経済新聞社社長）
- 永瀬貴規（柔道家）
- 西岡秀子 （衆議院議員）
- 松尾貴臣（シンガーソングライター）
- 松原孝明（法律学者、大東文化大学法学部教授）
- 森本智子（実業家、フリーアナウンサー、元テレビ東京アナウンサー）

## 交通アクセス
最寄りの鉄道駅
- JR九州
  - 長崎本線 西浦上駅・浦上駅
- 長崎電気軌道 若葉町電停・昭和町通り電停

最寄りのバス停
- 長崎バス・県営バス 昭和町・文教町バス停

最寄りの道路
- 長崎県道113号長与大橋町線
- E96 長崎バイパス

## 周辺
- 長崎大学文教キャンパス
  - 長崎大学教育学部附属小学校
  - 長崎大学教育学部附属幼稚園
- 純心中学校・純心女子高等学校
- 長崎市立西浦上小学校
- 長崎市立西浦上中学校
- 三菱造船試験場
- 三菱昭和寮
- 文教郵便局
- 浦上川

## 関連事項
- 長崎師範学校
- 長崎大学
  - 長崎大学教育学部附属幼稚園
  - 長崎大学教育学部附属小学校
  - 長崎大学教育学部附属特別支援学校
- 長崎県中学校一覧